# Girma Wolde-Giorgis
Girma Wolde-Giorgis  (amhárico: ግርማ ወልደ ጊዮርጊስ, Gərəma Wälədä Giyorəgisə. Adís Abeba, 8 de diciembre de 1924-Ibidem, 15 de diciembre de 2018) fue un político, militar y empresario etíope, presidente de Etiopía entre 2001 y octubre de 2013. Fue la segunda persona en ocupar el cargo de presidente desde la fundación de la República Democrática Federal de Etiopía en 1995.
Fue militar y político durante el régimen del negus Haile Selassie, siendo presidente del Parlamento. Tras el derrocamiento del emperador en 1974 trabajó en representación del gobierno provisional de Mengistu Haile Mariam en Eritrea. Cuando este fue derrocado, se convirtió en un hombre de negocios hasta su elección como Presidente del país.

## Biografía
Girma Wolde-Giorgis nació el 8 de diciembre de 1924, en Adís Abeba, siendo étnicamente oromo, que constituye el 30% de la población etíope. Comenzó sus estudios en una escuela perteneciente a la Iglesia ortodoxa etíope, y posteriormente estudió en la escuela Teferi Mekonnen en 1926, hasta la invasión italiana. En ese momento su escuela pasa a llamarse ''Scuola Principe di Piamonte'', y permanece estudiando allí entre 1930 y 1933.
Fue un activista y en la Cumbre Interparlamentaria en Yugoslavia, condenó el sistema del apartheid en Sudáfrica.  Girma hablaba afan oromo (oromiffa), amárico e inglés con fluidez.
Giorgis estaba casado y tenía cinco hijos.
Girma murió por causas naturales el 15 de diciembre de 2018, 13 días antes de cumplir 94 años.

## Trayectoria
En 1933, Giorgis se alistó en la Radiocomunicación Militar Etíope creada por el  Reino Unido, y en 1936 se graduó de la Escuela Militar de Genet con el grado de Subteniente. En 1938, se unió a la Fuerza Aérea de Etiopía, en donde realiza varios cursos de administración, y mientras los realiza, trabaja como asistente de instructor de Control y Navegación Aérea en 1940.
Entre 1942 y 1944, recibió sus títulos en Administración (en Países Bajos), Gestión del Tráfico Aéreo (en Suecia) y en Control del Tráfico Aéreo (en Canadá), en el marco de un programa patrocinado por la Organización de Aviación Civil Internacional (OACI). Fue uno de los primeros etíopes en la Fuerza Aérea Etíope, que había estado dominada por técnicos estadounidenses. Girma intentó motivar a los etíopes para que se unieran a las aerolíneas y escribió un libro sobre los fundamentos. 
Se convirtió en jefe de Aviación Civil del Gobierno Federal de Eritrea en 1947. En 1949 asumió el cargo de director general de la Aviación Civil Etíope y fue miembro de la Junta Directiva de Ethiopian Airlines durante el mismo período. En 1951 se convirtió en director general del Ministerio de Comercio, Industria y Planificación en el momento de su creación.
En 1953 se convirtió en miembro del parlamento y fue elegido presidente del Parlamento por tres años consecutivos. Ayudó a ganar un escaño para el Parlamento etíope en la Unión Parlamentaria Internacional (UIP) y asistió a conferencias de la UIP en Suiza, Dinamarca y la ex Yugoslavia y fue elegido Vicepresidente de la 52.ª Reunión de la Unión Parlamentaria Internacional. Representó al mundo empresarial en la Comisión Consultiva Civil creada por el Dergue hasta su disolución en 1967. Se desempeñó como Gerente de la Empresa de Importación y Exportación (IMPEX). Actuó como Comisionado Adjunto del Programa de Paz elaborado en 1969 por el gobierno militar provisional para resolver pacíficamente el problema de Eritrea.
Se convirtió en miembro del Consejo de Representantes del Pueblo del FDRE después de ganar en el distrito electoral de Becho Woreda, zona de West Shoa del estado de Oromia, como candidato privado en las elecciones de segunda vuelta de 1992.

## Experiencia en oficinas no gubernamentales
Entre 1965 y 1974:
- Miembro de la junta directiva de la Cámara de Comercio de Etiopía
- Representante de la Misión Comercial de Australia en Etiopía
- Fundador y director de la Asociación Agrícola de Ghibe
- Fundador y director de la industria de procesamiento de madera de Keffa e Illubabor

Mientras estuvo en la entonces provincia de Eritrea antes de 1990:
- Presidente de la Sociedad de la Cruz Roja Etíope – Sección Eritrea (Asmara)
- Presidente de la junta directiva de Cheshire Home
- Director general de la Organización para el Control de la Lepra

Al regresar a Addis Abeba en 1990, se desempeñó como miembro de la junta directiva de la Sociedad de la Cruz Roja Etíope y jefe de su Departamento de Logística Internacional.
En marzo de 1992 fundó una asociación de protección del medio ambiente llamada Lem Etiopía y ha sido su vicepresidente.
Dos días antes de la Navidad etíope, el 5 de enero de 2014, hizo una clara declaración en la televisión etíope, en la que pedía la pacificación entre Etiopía y Eritrea, calificándola de su última tarea y lucha personal. Está coordinando desde su oficina a un grupo de personas que intentan iniciar conversaciones de paz, después de quince años de desacuerdos que culminaron en la guerra entre Eritrea y Etiopía de 1998-2000.

## Biografía oficial
El autor indio Sivakumar KP ha publicado la biografía oficial de Girma Wolde Giorgis. El libro, Under the Shade of a Gaashe, se publicó el 15 de julio de 2015 en la residencia oficial del expresidente.  Micro Business College es el editor de la edición etíope. El autor reconoce el papel de Abera Tilahun, fundador y presidente de Micros Business College en Ambo, en presentarle al expresidente y financiar la publicación del libro.

| Predecesor: Negaso Gidada | Presidente de Etiopía 2001-2013 | Sucesor: Mulatu Teshome |